# In testa (album)
In testa è il primo album in studio dei Miura, pubblicato il 25 febbraio 2005.

## Tracce
1. Azzurro acrilico
2. Quello che non cambia
3. Sposo dell'aria
4. Mi accendi i sensi
5. Love breaks down
6. Lucidamente
7. L'uomo tradito
8. Adesso
9. Cicatrici
10. Festa disarmonica
11. Orchidea di ruggine
12. Crim

## Formazione
- Jack Piantoni – voce
- Carlo Alberto "Illorca" Pellegrini – basso, cori, voce in Lucidamente, L'uomo tradito,  Adesso e Cicatrici
- Killa – chitarre, cori
- Diego Galeri – batteria, cori